# 1+1 (テレビ局)
1+1（ウクライナ語:один плюс одинオドィーン・プリュース・オドィーン）は、ウクライナの全国向け商業テレビジョン放送局である。ウクライナのプロデューサーで映像監督のアレクサンドル・ロドニャンスキーが中心となり、1995年8月に創立された。

## 概要
Central European Media Enterprises（CME）の放送網に含まれており、ウクライナの法律では外国企業の国営企業株は30%までとされているにもかかわらず、同社が60%の株を持つ。残りの40%はストゥージヤ1+1（Студія 1+1、Studio 1+1）により所有される。
当初は7時から22時までの一日15時間しか放送していなかったが2004年6月30日以降は24時間放送の許可が下りた。ウクライナ国内の95%の地域でテレビ放送が視聴可能である他、インターネット上での情報配信も行っている。ウクライナ国内では、平均視聴率はインテルに次ぐ第2位を占めている。
1+1 Internationalで北米（ウクライナ系移民の多い米国とカナダ）やヨーロッパのウクライナ語視聴者向けに海外展開しており、米国ではディレクTVとGlobeCast World TVで視聴することができる。
2015年からウォロディミル・ゼレンスキーが一市民から一国の大統領になる主演俳優を演じたテレビドラマ「国民の僕」がプライムタイムで放映が開始され。2019年までに3つのシーズンが放映された。後にゼレンスキーは現実世界においてもウクライナの大統領となる。